# 釣井
釣井（つるい）は岡山県赤磐市（旧赤磐郡熊山町）の地名。郵便番号は709-0718。

## 地理
かつての吉井川は大盛山の山裾を流れていたため川の左岸に位置したが、後に川筋が変わったことで現在は右岸に位置している。地区南部の徳富、小瀬木と跨る地域には1994年（平成6年）3月に岡山県によって熊山工業団地が造成され、LIXILの工場などが存在する。

### 河川
- 吉井川

## 歴史

### 沿革
- 1889年（明治22年）6月1日 - 合併により豊田村の大字となる[2]。
- 1953年（昭和28年）12月15日 - 豊田村が合併し、熊山町の大字となる[2]。
- 2005年（平成17年）3月7日 - 熊山町が合併し、赤磐市の大字となる[4]。

## 世帯数と人口
2018年1月1日時点での世帯数と人口は以下の通りである。
|      | 世帯数 | 人口  |
| ---- | ------ | ----- |
| 釣井 | 64世帯 | 176人 |

## 小・中学校の学区
町立小・中学校に通う場合、学区は以下の通りとなる。
|      | 小学校             | 中学校             |
| ---- | ------------------ | ------------------ |
| 全域 | 赤磐市立豊田小学校 | 赤磐市立磐梨中学校 |

## 交通
- 岡山県道79号佐伯長船線

## 施設
- 熊山工業団地